# Stefan Kulczycki (matematyk)
Stefan Kulczycki (ur. 22 lutego 1893 w Zakopanem, zm. 6 lutego 1960 tamże) – polski matematyk, pracownik naukowy i nauczyciel, autor publikacji naukowych i podręczników.

## Życiorys

### Dzieciństwo i młodość
Stefan Kulczycki był synem lekarza, Mariana Kulczyckiego. Przez matkę, Stefanię z Kamieńskich (nauczycielkę) był spokrewniony z Marią Skłodowską-Curie. W roku 1910 skończył szkołę Zgromadzenia Kupców w Warszawie, po czym studiował matematykę na Uniwersytecie Jagiellońskim (1911–1914). Był uważany za jednego z najbardziej zdolnych uczniów profesora Stanisława Zaremby.
W I wojnie światowej brał udział jako poddany austriacki, powołany do wojska roku 1914. Z powodu niedowładu ręki po odniesionych ranach został zwolniony z armii i wrócił na studia (1917). Zakończył je egzaminem nauczycielskim u prof. St. Zaremby w 1918 roku.

### Praca pedagogiczna
Działalność pedagogiczną Stefan Kulczycki rozpoczął w 1918 roku w Tomaszowie Mazowieckim, a od roku 1922 pracował w Warszawie – na Politechnice Warszawskiej (w katedrze Witolda Pogorzelskiego), Wyższych Kursach Pedagogicznych (1925–1934) oraz w szkole dla dziewcząt, prowadzonej przez Jadwigę Kowalczykównę i Jadwigę Jawurkównę (Szkoła na Wiejskiej, 1922–1944). W okresie 1934–1935 pełnił też funkcję ministerialnego instruktora matematyki.
W czasie II wojny światowej uczył matematyki w okupacyjnej Warszawie na tajnych kompletach oraz na legalnych kursach technicznych.
Po wojnie pracował początkowo w Politechnice Warszawskiej i Wyższej Szkole Pedagogicznej, a od roku 1958 na Wydziale Matematyki i Fizyki Uniwersytetu Warszawskiego jako kierownik katedry matematyki elementarnej i historii matematyki.

## Publikacje
W latach 30. XX w. Stefan Kulczycki napisał (wspólnie ze Stefanem Straszewiczem) oparte na nowatorskich pomysłach dydaktycznych podręczniki matematyki dla V i VI klasy szkoły podstawowej oraz dla gimnazjum i liceum. Własne szczegółowe matematyczne prace naukowe często niszczył, twierdząc że za dużo publikuje się „mało ważnych drobiazgów”:

Pociągało go natomiast badanie rozwoju idei matematycznych, ich związków i wzajemnego oddziaływania. [...] Główne zadanie historyka matematyki widział Kulczycki nie w szczegółowej rejestracji faktów, lecz uchwyceniu na podstawie tych faktów procesu kształtowania się myśli matematycznych [Stefan Straszewicz, Wiadomości Matematyczne, tom IV, 1961].

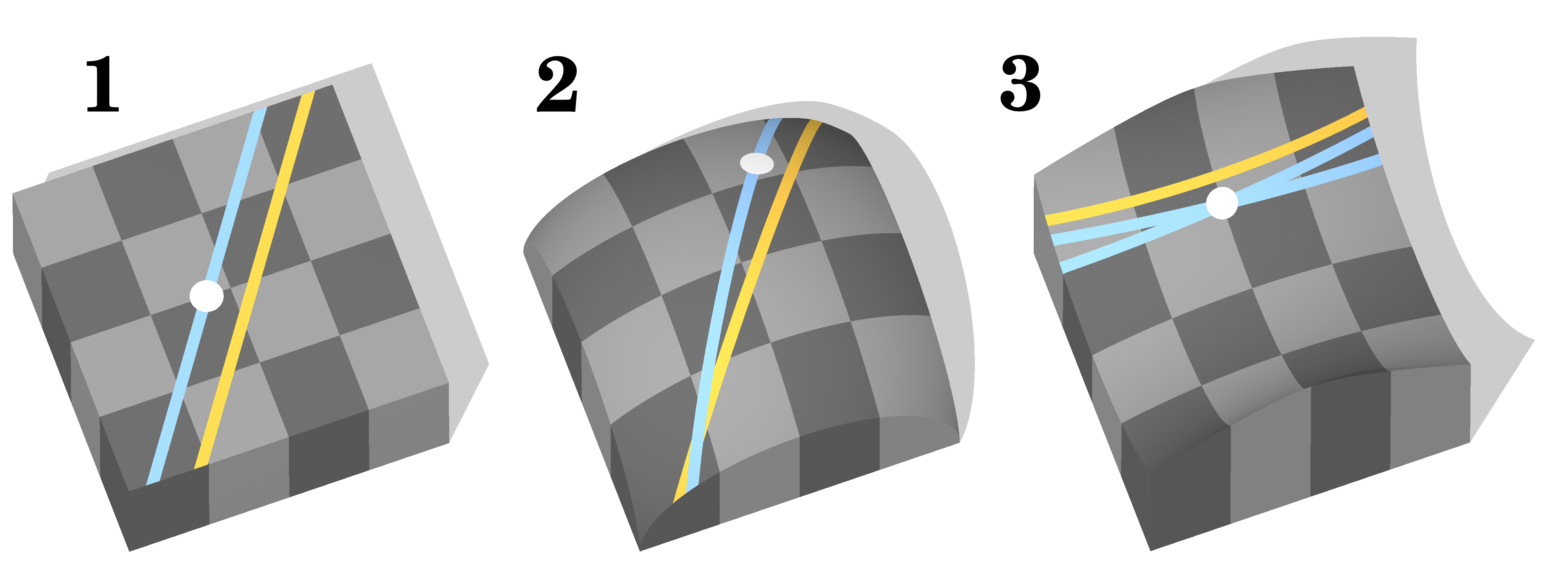
Geometria euklidesowa i nieeuklidesowa (przykład)

W okresie powojennym wydał m.in. przewodniki metodyczne, np.:
- 1952 – „Nauczanie geometrii w VI i VII klasie szkoły podstawowej”,
- 1954 – „Nauczanie geometrii w liceum” (współautorzy: Zofia Krygowska i Stanisław Straszewicz).

Jest autorem cenionej książki nt. geometrii nieeuklidesowej, która została wydana w języku polskim i angielskim:
- „Geometria nieeuklidesowa”, PWN Warszawa, 1956, seria Biblioteka Problemów, tom 2[8]
- „Non-Euclidean Geometry”, Pergamon Press, Oxford/London/New York/Paris 1961[9].

Nie ukończył pracy nad kolejnym dziełem, poświęconym historii rozwoju geometrii; materiały wydano po śmierci autora jako zbiory esejów:
- „Z dziejów matematyki greckiej” (Państwowe Wydawnictwo Naukowe, 1973)[10],
- „Opowieści z dziejów liczb” (Państwowe Wydawnictwo Naukowe, 1975)[11].

## Zamiłowania

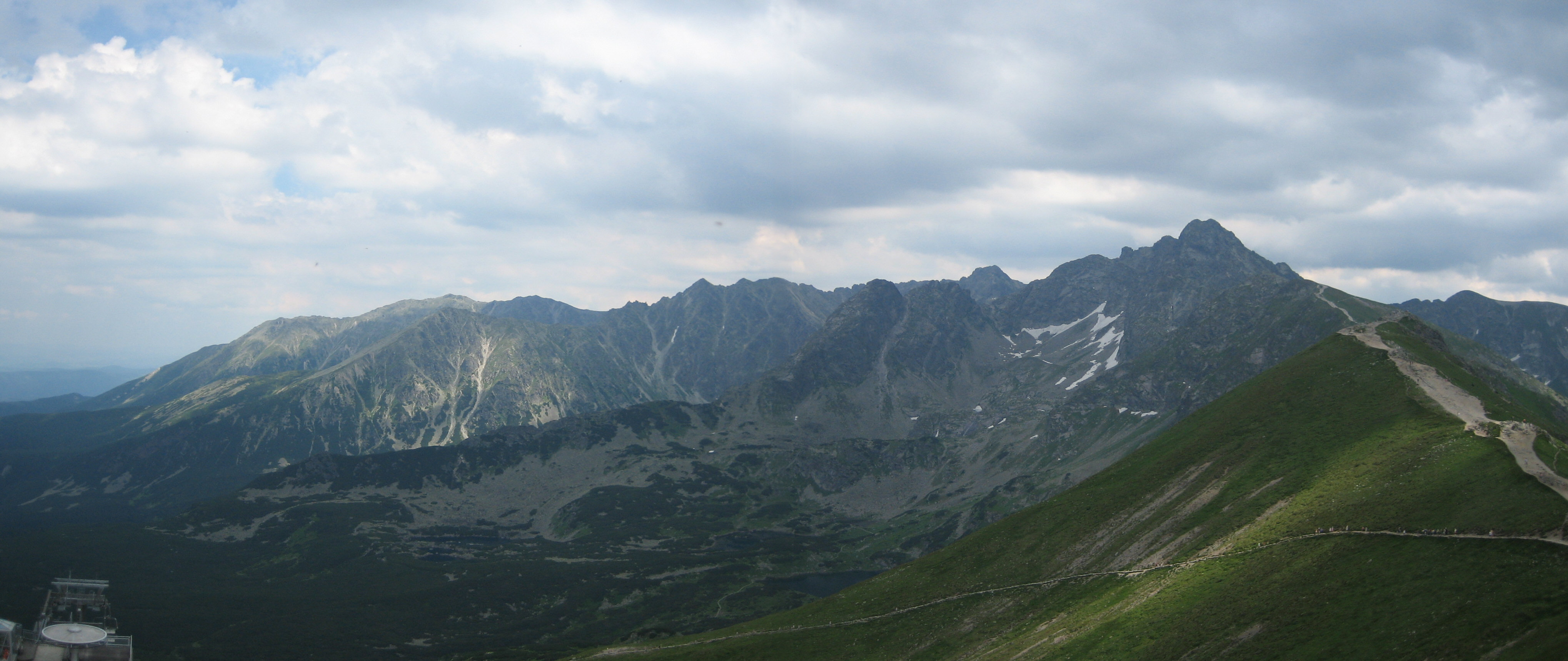
Panorama Tatr z Kasprowego Wierchu

Stefan Kulczycki jest wspominany nie tylko jako matematyk i nauczyciel, lecz również jako znawca i miłośnik muzyki i literatury oraz zapalony taternik i narciarz. Z zamiłowaniem do narciarstwa i Zakopanego wiążą się okoliczności jego śmierci w wieku 67 lat – w dniu zgonu wykonał trzykrotnie zjazd z Kasprowego Wierchu.

## Wspomnienia
Wieloletni współpracownik Kulczyckiego, prof. Stefan Straszewicz, tak wspominał wspólne opracowywanie przewodników metodycznych:

Długoletnia i harmonijna współpraca nasza ułożyła się w ten sposób, że zasadnicze koncepcje tworzył najczęściej Kulczycki, zawsze pełen polotu i niewyczerpany w pomysłach, do mnie zaś należało głównie opracowanie szczegółów i ostatecznej redakcji [Stefan Straszewicz, Wiadomości Matematyczne, tom IV, 1961].

Ciepłe wspomnienia byłych uczennic Kulczyckiego ilustruje m.in. zdanie, opublikowane w książce „Szkoła na Wiejskiej” (1974):

O zasługach Stefana Kulczyckiego jako naukowca i pedagoga-dydaktyka pisze w niniejszej książce specjalista, prof. Stefan Straszewicz. Nam, jego byłym uczennicom, zależy na utrwaleniu wspomnień o panu Kulczyckim, serdecznym, przyjacielskim i sprawiedliwym nauczycielu, pokrywającym pewną szorstką rubasznością dobroć, którą przez wielką nieśmiałość wstydził się zbyt jawnie okazywać [Z. Dziewulska-Doroszowa, W. Iwanowska-Leopold, 1974].